# Джафай, Даниэль
Да́ниэль Джа́фай (алб. Daniel Xhafaj; род. 8 марта 1977, Влёра) — албанский футболист, выступавший на позиции нападающего. Его основная позиция — центральный нападающий, он известен в Албании благодаря своим забивным способностям, которые он демонстрировал на протяжении многих лет. Джафай с результатом в 204 гола является вторым бомбардиром в истории чемпионата Албании после Виоресина Синани (207).
В течение своей карьеры он также вызывался в сборную Албании, но сыграл за команду лишь один матч, выйдя на замену против Люксембурга.

## Карьера
27 августа 2009 года Джафай подписал контракт с клубом «Беса», это случилось после того, как его предыдущий клуба «Тирана» проиграл в квалификации Лиги чемпионов норвежскому «Стабеку». Неудача «Тираны» в еврокубках привела к тому, что Джафай принял предложение от президента «Бесы» Нешата Биждили, который планировал сделать свой клуб одним из лучших в Албании. Всего за несколько дней до подписания сделки нападающий встретился с Биждили, чтобы обсудить возможный трансфер. После согласования всех условий он подписал контракт и тренировался с остальными игроками клуба в тренировочном лагере в Маврове.
После сезона в «Бесе» Джафай подписал контракт с «Фламуртари». В новой команде он также долго не продержался, 19 июля 2011 года президент клуба Шпётим Джика уволил его вместе с тремя другими основными игроками: Себино Плаку, Белдаром Деволли и Джулианом Ахматаем.
Несмотря на интерес со стороны греческого клуба «ПАС Янина», всего через 4 дня после увольнения из «Фламуртари», 23 июля 2011 года Джафай подписал годичный контракт с чемпионом Албании «Скендербеу». По данным албанских источников, за сезон 2011/12 игрок получил € 70000.
2 августа 2012 года Джафай второй раз вернулся в «Теуту», за которую играл 5 лет назад. В сентябре 2013 года, забив два победных мяча в четырёх матчах, Джафай был признан игроком месяца чемпионата. В декабре 2013 года Джафай получил титул Футболист года в Албании, став первым игроком «Теуты», который завоевал эту награду. Он покинул команду 30 мая 2014 года в конце сезона после того, как его контракт истёк, и руководство клуба решило не продлевать соглашение.

В ноябре 2014 года Джафай начал тренироваться с «Динамо Тирана», поскольку в то время он был свободным агентом. Его приход в клуб приветствовал администратор клуба Салия, который заявил: 
Для нас большая честь и удовольствие снова иметь экс-чемпиона «Динамо» в команде, чтобы внести свой вклад в этот раздел.
 15 января следующего года Джафай официально подписал годичный контракт с клубом, а месячная зарплата составила 150 000 албанских леков (около 1100 евро). Он дебютировал в сезоне 7 февраля, сыграв весь матч с победой против «Люшни», его команда победила с минимальным счётом. После этого он сыграл ещё два матча в лиге перед уходом из спорта в марте 2015 года.